# Filosofía en Ecuador

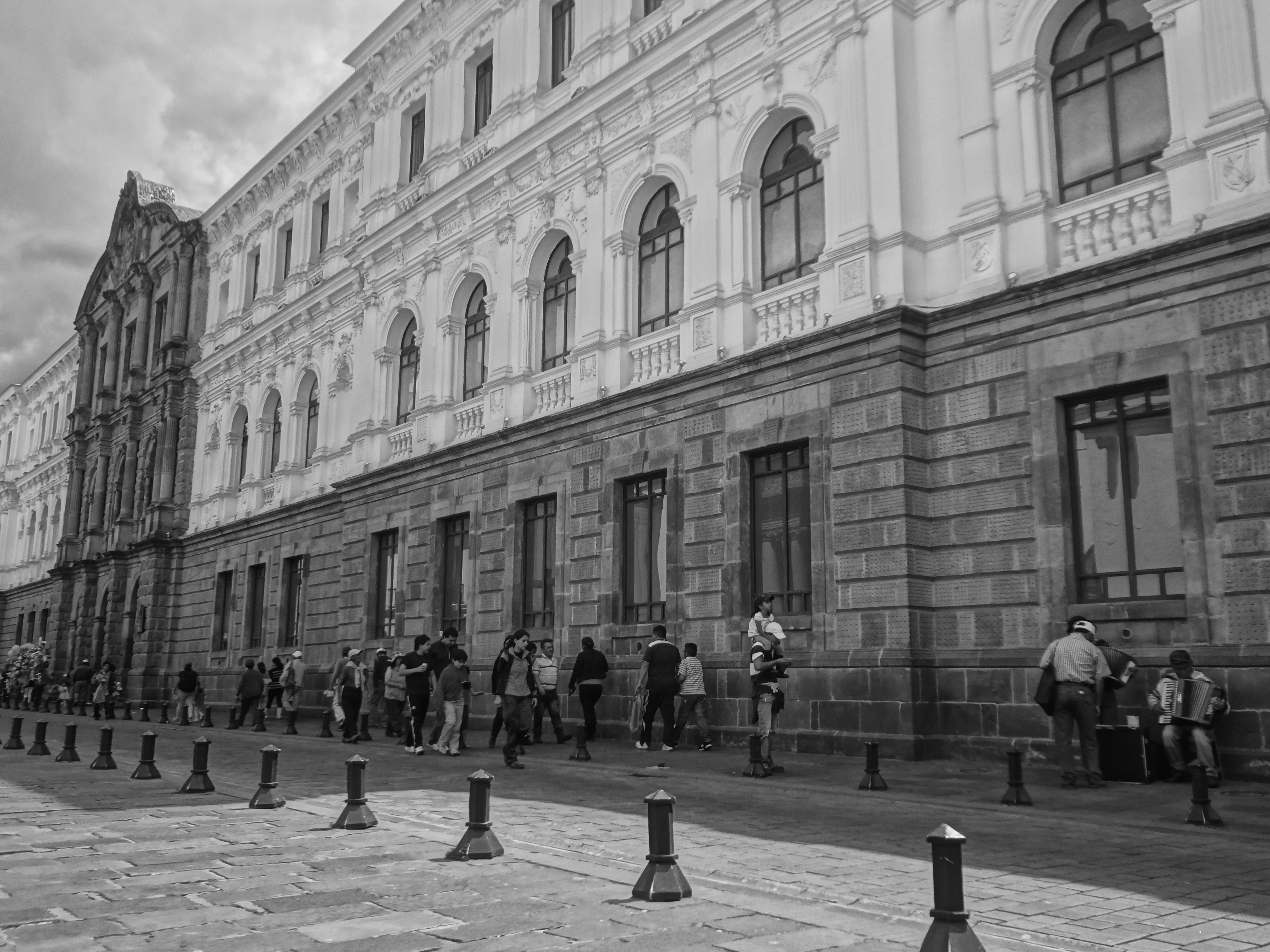
Edificio de la que fue la Universidad San Gregorio Magno, donde los escolásticos desarrollaron la teología suarista durante la Real Audiencia de Quito.

La filosofía en Ecuador se ha desarrollado a lo largo de toda su historia y ha evolucionado de acuerdo a las distintas épocas. Por lo tanto, para poder estudiarla, previamente se definirá filosofía de la manera en la que se lo ha hecho en ese país, es decir como "Pensamiento". De esta forma se puede incluir dentro de una categoría amplia las distintas filosofías que se han dado en todas sus variantes: con un sistema filosófico o sin un sistema, con temáticas religiosas o seculares, o por su enfoque ontológico, ético y estético.

## Filosofía durante la Real Audiencia de Quito

### Universidades y el sistema escolástico

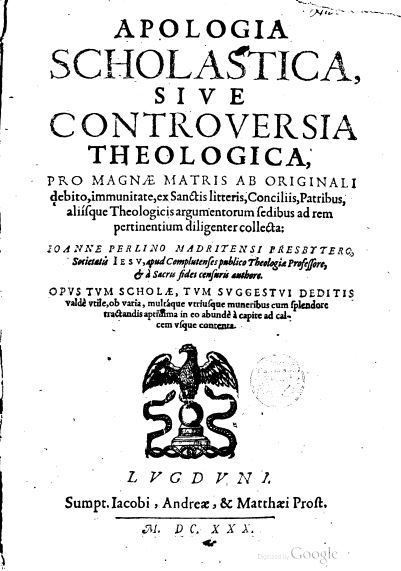
Aplogia scholastica por Juan Perlin

La teología se empezó a estudiar en la Real Audiencia de Quito a través de la fundación de colegios religiosos y universidades gracias a la labor de las distintas órdenes religiosas que se asentaron poco a poco desde la fundación: dominicos, agustinos, franciscanos, mercedarios y jesuitas. Lo más destacado del inicio del siglo XVII fue la labor del jesuita Juan de Atiencia, quien había sido condiscípulo de Francisco Suárez y que desde entonces se dedicó a difundir su obra. En el seminario de San Luis, que fue fundado en 1594 también se empezó a difundir las obras suarecianas gracias al padre Ignacio de Arbieto y del padre Juan Perlín que después enseñaría en Alcalá, Madrid y Colonia. Sobre el padre Arbieto es importante destacar que según el estudio de la filosofía en Quito Colonial de Samuel Guerra, fue "un apasionado discípulo del eximio doctor Padre Francisco Suarez, cuyas obras tenía sumadas y asi tan impromptu, todas sus opiniones, como quien las había escrito". Por otro lado el Padre Perlín pasó de enseñar filosofía en Lima, Cuzco y Quito, a hacerlo en España, según deseo de Suárez para que tome la cátedra en Alcalá, Madrid y Colonia. Específicamente Suárez se refiere a Perlín en los siguientes términos:
Yo nunca vi al dicho Padre ni sus obras o trabajos, más por las varias informaciones que tengo de su talento en letras y uso dellas, y de su mucha religión, tengo de él grande estima; por la voluntad que en sus cartas me ha mostrado, le tengo grande amor. Y por ambas cosas he deseado mucho su venida a España, y que honrase y ayudase la provincia de Castilla en la Universidad de Salamanca, por ser aquel puesto de tanta importancia, y realmente estar aquella provincia muy falta de una persona grave y eminente en este ministerio.

#### Escolástica tardía

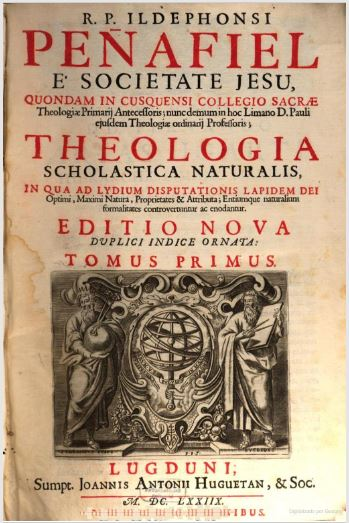
Tratado de teología de Alonso de Peñafiel

Posteriormente se funda la universidad San Gregorio de la Compañía de Jesús en 1622. Aquí la teología que empezó a tomar preferencia fue de Antonio Rubio y se seguía su Cursus físicamente, evitando escribir, lo que explica la escasez de libros en la primera mitad del siglo XVII. Dentro de esta época los teólogos más destacados eran Antonio Ramón de Moncada, Íñigo Pérez, Diego de Ureña, Sebastián Luis Abad, Baltasar Ignacio de Pinto y Florencio Santos.
Las obras estudiadas en esta época dentro de los cursos dictados en la universidad incluían a Santo Tomás, Scoto, Suárez, así como sus comentadores más importantes: Gabriel Vásquez, Luis de Molina, Gregorio de Valencia, Antonio Rubio, Francisco de Oviedo, Rodrigo de Arriaga, Pedro Hurtado, Sebastián Izquierdo, Juan de Santo Tomás, Antonio Goudin, Juan Sirio Ubadano, Wadding y Merinero.
Además de la reproducción del conocimiento de la península, a partir de la segunda mitad del siglo XVII, empiezan a destacar teólogos que en sus cursos y con sus tratados ganaron fama, llegando a publicar sus libros en Europa y también traduciéndolos a otros idiomas. Como ejemplo, fue importante la labor de los hermanos Peñafiel: Alonso de Peñafiel y Leonardo de Peñafiel.
En el caso de Alonso sus publicaciones importantes fueron: un Tratado de Teología publicado en León, España, su Curso de Artes en tres volúmenes, publicado entre 1653 y 1655. Además también publicó un trabajo sobre las excelencias de las tres órdenes militares de Santiago, Calatrava y Alcántara. Por otro lado Leonardo, fue conocido por sus Disputaciones Teológicas, sus Disputaciones escolásticas y morales, y su Tratado sobre la Encarnación. Los hermanos Peñafiel ganaron fama al dictar cursos en el Colegio Máximo de San Pablo de Lima lo que les permitió posteriormente publicar sus libros en España. 

#### Decadencia escolástica

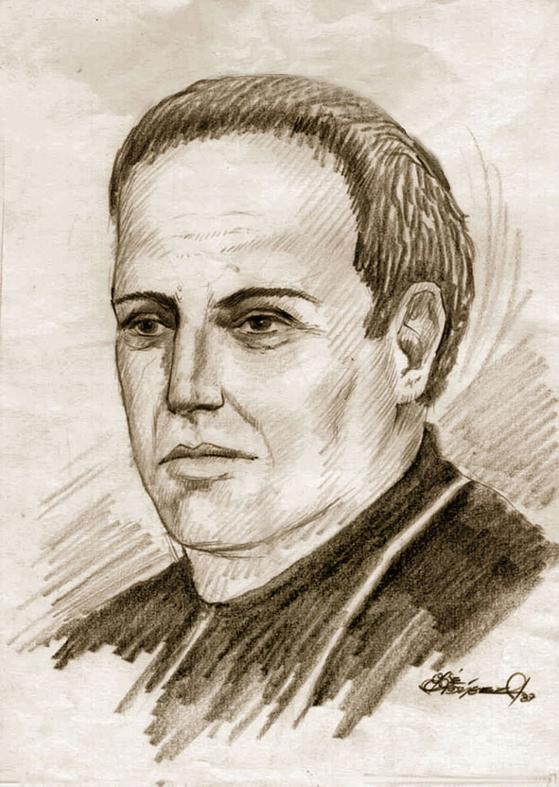
Jacinto Morán de Butrón

Esta forma de hacer filosofía, antes que buscar la originalidad valoraba la fiel repetición de los grandes maestros, como era muy común en la época y duró hasta el primer cuarto del siglo XVIII. Esto hizo que los nuevos desarrollos en la filosofía del siglo XVII, especialmente las publicaciones de Descartes, no hayan sido tomadas en cuenta de forma positiva. Contrario a lo que se cree, no es cierto que libros como las Meditaciones de Descartes no hayan llegado por prohibiciones a las universidades de la Real Audiencia, sino que llegaban pero eran catalogados como incorrectos y sus escritos eran tomados en cuenta pero solo para ser refutados El autor más importante que llevó esta forma de hacer filosofía al siglo XVIII fue Jacinto Morán de Butrón. Más conocido como biógrafo de Santa Marianita de Jesús, o como historiador de Guayaquil, la verdad es que Morán de Butrón destacó sobre todo por sus cursos y los libros que escribió para dictarlos. De aquí que por su buena fama después le solicitarían realizar la biografía y la historia por las que es conocido. Morán de Butrón era implacable en los debates y refutaba siempre a sus adversarios defendiendo la tradicional teología, sin embargo a juicio de Samuel Guerra, esto representaba no un avance sino más bien decadencia por la falta de apertura e incorporación de las nuevas ideas que estaban teniendo cada vez más importancia.

#### Renovación escolástica

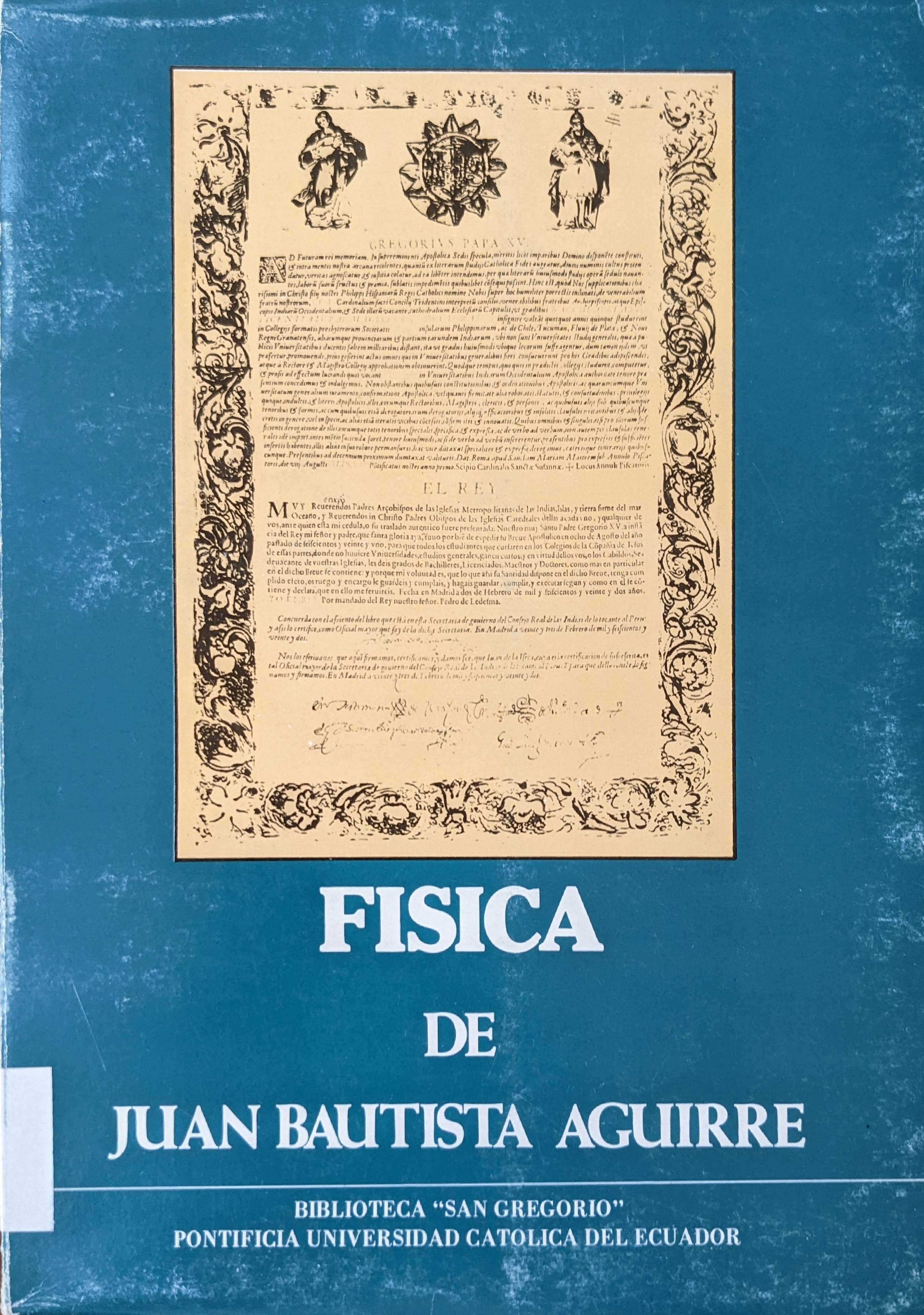
Tratado de Física de Juan Bautista Aguirre

A partir del segundo cuarto del siglo XVIII, la escolástica sufrirá una renovación notable gracias principalmente a tres personas: Juan Magnin, Juan Bautista Aguirre y Juan de Hospital. La filosofía se encontraba ante un desafío doble: por un lado incorporar los nuevos desarrollos científicos desde la física de Newton, ideas que habían cobrado especial relevancia desde la Misión Geodésica, y por otro lado incluir los nuevos desarrollos filosóficos especialmente realizados por Descartes y Spinoza. El mérito de Magnin fue incorporar el sistema cartesiano, "reformándolo" dentro de su sistema teológico y ya no solo limitarse a refutarlo y rechazarlo como anteriormente sucedía. Esto lo hizo incorporando también los nuevos descubrimientos científicos y reorientando a la teología con su "Milliet en armonía con Descartes o Descartes reformado".. Por otro lado el trabajo de Bautista Aguirre, conocido sobre todo por su poesía, que la desarrolló al inicio de su vida, pero reconocido ahora por sus contribuciones a la renovación de la teología, es importante destacar su Tratado de Física. En él Bautista Aguirre incorpora observaciones empíricas, de otros autores y las suyas propias a través del uso de un microscopio de Coff que había sido traído a la Real Audiencia por los jesuitas En su física trata temas como la geodesia desde su perspectiva como habitante de un territorio situado en el ecuador terrestre (en esa época ese país aun no adoptaba ese nombre, lo que corresponde a un antecedente importante) y las distintas teorías cosmológicas, donde desarrolla un análisis del sistema de Copérnico frente al Ptolemáico. Termina haciendo un intermedio entre las dos a partir del sistema de Tycho Brahe que a su juicio armonizaba tanto la revelación como los nuevos descubrimientos científicos. En el último libro desarrolla disputaciones sobre el continuo, las matemáticas y los distintos tipos de infinitios categoremáticos y sincategoremáticos. Además de su física, Bautista Aguirre también publicó libros de Lógica y Metafísica importantes que fueron recopiladas en las notas de clase de sus alumnos. Es importante notar que la forma de realizar filosofía se mantenía con las clásicas disputaciones escolásticas en donde se discutía a autores anteriores, refutando las anteriores posiciones y terminando con una posición propia del autor que era finalmente defendida. 

### Ilustración católica

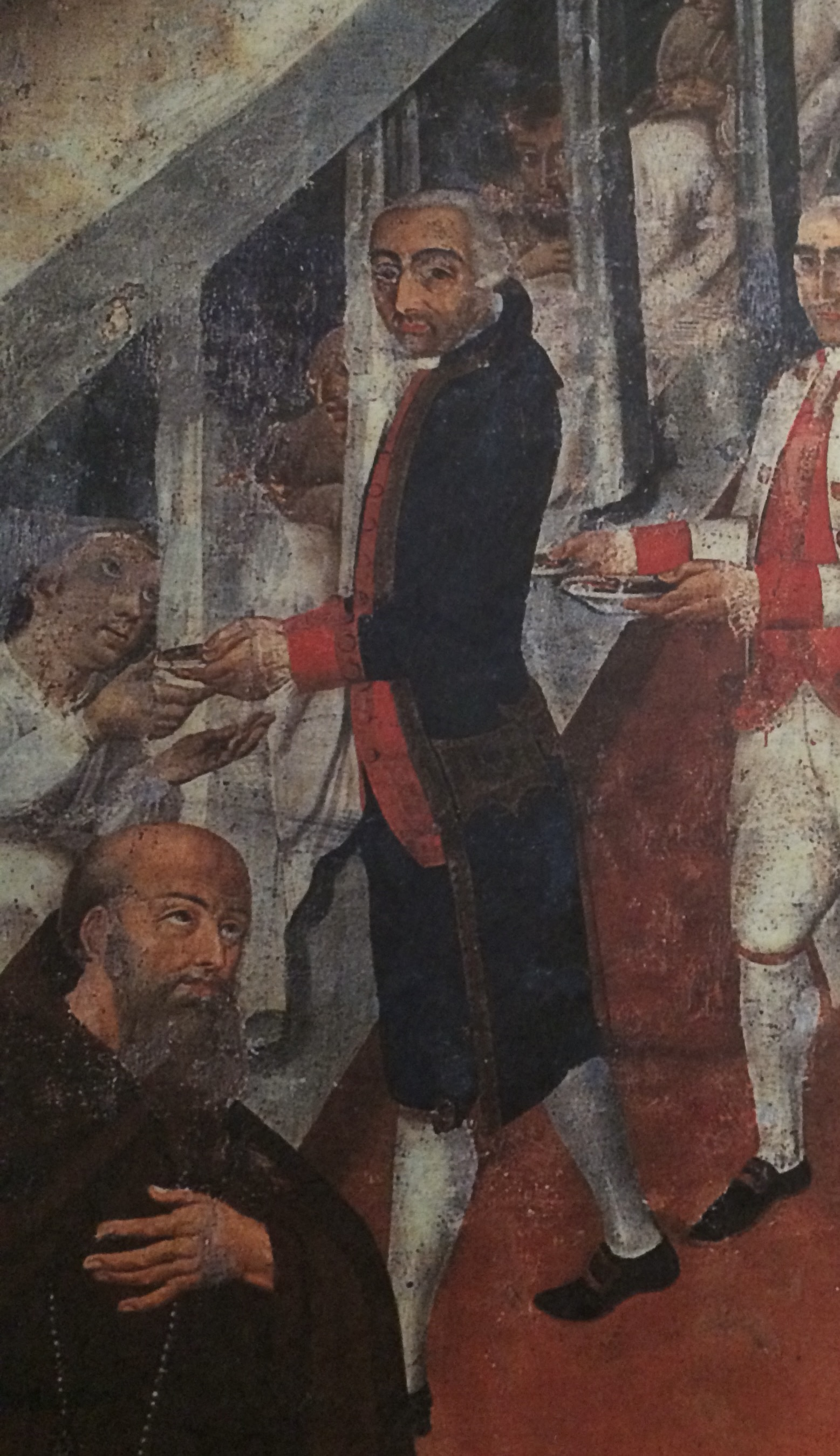
Detalle de Eugenio Espejo en pintura "José García de León y Pizarro visita el Hospital San Juan de Dios"

En el último cuarto del siglo XVIII, se dio la renovación de la filosofía pasando de la anterior escolástica a una filosofía ilustrada, gracias al trabajo de Eugenio Espejo quien fue conocido sobre todo como precursor de la independencia pero que su trabajo filosófico y teológico fue muy amplio. La ilustración en Ecuador y los demás países hispanoamericanos se caracterizó por ser una ilustración católica, a diferencia de las otras versiones de otros países como Francia donde el ateísmo y el deísmo fueron más comunes. Espejo, en el ámbito estético tradujo el tratado De lo sublime, de Longino y utilizó estas herramientas para analizar los sermones que se daban en la Real Audiencia de Quito. Además reemplazó el formato de las disputaciones, por un diálogo, similar a los clásicos diálogos platónicos.  
En lo ético, sin dejar del todo el derecho canónico, dio énfasis al derecho natural, que lo consideraba más científico, según lo había desarrollado Hugo Grocio y Pufendorf. Para Espejo, el fin de la ética era la felicidad humana, y es famoso por su frase "Al amparo de la cruz, sed libres. Conseguid la gloria y la felicidad”.
En lo pedagógico, al haber estudiado todas las carreras disponibles en la Real Audiencia, Espejo buscó la renovación de la enseñanza, teniendo como referencia el trabajo sobre la educación de Locke. En cuanto a lo metafísico, su enfoque fue más bien hacia la ciencia, antes que desarrollar su propio sistema filosófico. Como referencias científicas tenía a los novatores, los científicos españoles de la primera mitad de ese siglo. Por último, para transmitir sus ideas, no lo hizo escribiendo un tratado que lo dictaba en un curso, similar a los escolásticos, sino que hizo uso de la imprenta, discutía sus ideas en sociedades de amigos, y los difundía a través de su periódico. 

## Filosofía durante la República

### Ilustración católica en la independencia

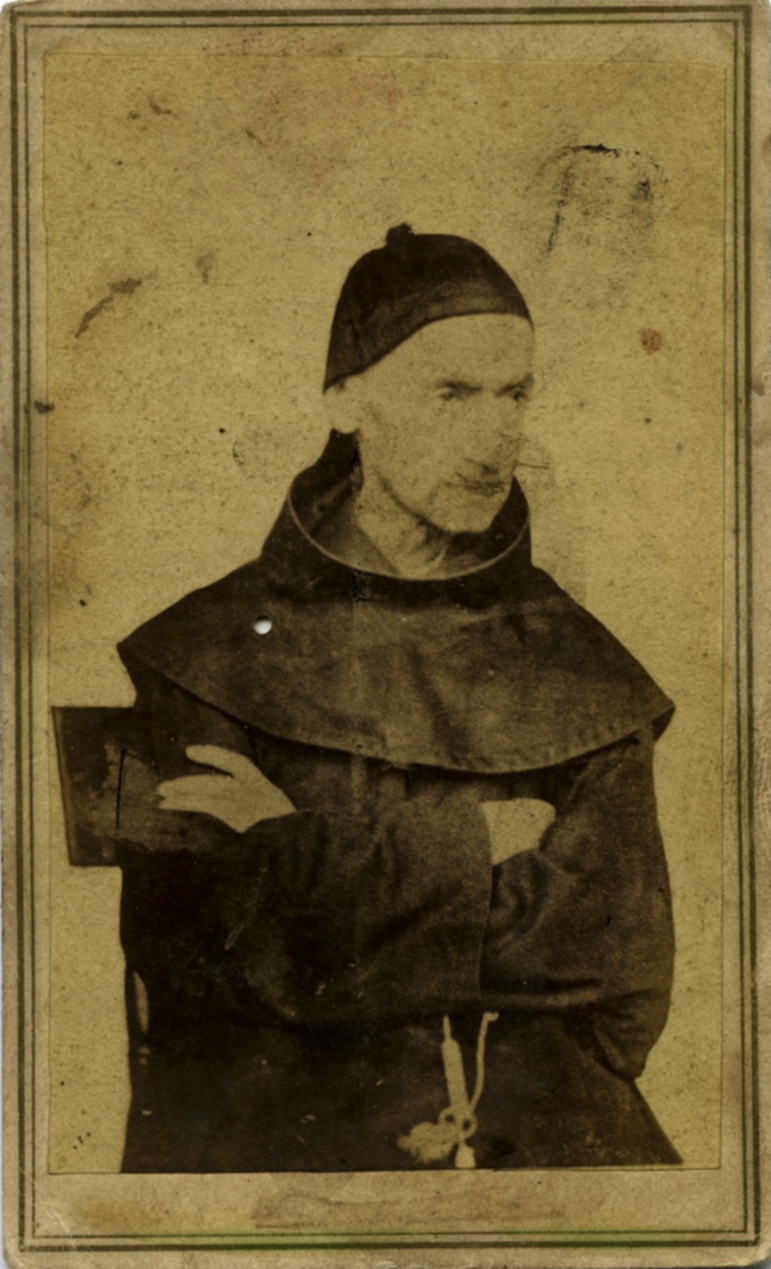
Fray Vicente Solano, "El cura ilustrado"

Durante la primera mitad del siglo XIX, la forma de difusión de las ideas, la temática y contenido de la ilustración continuó desarrollándose, especialmente con el trabajo de Fray Vicente Solano. Como teólogo buscó difundir los nuevos descubrimientos científicos, similar al trabajo hecho antes por Benito Jerónimo Feijoo con su Teatro Crítico Universal. Para ello, Solano publicó sus "Estudios sobre física e historia natural". donde trata sobre la teoría del aspecto físico de la tierra, la vista de los animales, las plantas que se encontraban en la región andinas, entre otros temas. En cuanto a la filosofía política, debido a que vivió durante las guerras de la independencia desarrolló una teoría de un Imperio Republicano como forma de gobierno que la propuso, delineando inclusive los artículos que la constitución debería tener Todo esto lo difundía a través de su periódico que había fundado en la ciudad de Cuenca. Trató sobre los escritos del filósofo español Jaime Balmes e hizo análisis sociológicos que buscaron "predecir" las futuras tendencias, llegando a sentenciar que durante lo que queda del siglo la influencia de Rusia sobre Europa y Estados Unidos sobre América van a ser de capital importancia.
De esta manera empezaría una tendencia, cada vez más marcada en Ecuador, de enfocar la filosofía a aspectos éticos y estéticos, quitando énfasis en la ontología, para ser tratada, más bien, a través de matemáticas y ciencia. Esta tendencia sería confirmada y expandida en el siglo XX gracias al trabajo de Modesto Paredes y a su ensayo "El Porvenir de la Filosofía y los Métodos Sociológicos". Además de esto, Solano a través de sus "Cartas Ecuatorianas" empezaría una tendencia importante que seguirían el resto de publicaciones de ese siglo, es decir el ensayo. Estos empezaron a cobrar importancia por la época convulsa que significó las guerras de independencia en Ecuador. Es notable leer a Rocafuerte en sus ensayos políticos, donde admitía que dada la circunstancia, no es posible desarrollar grandes teorías sino más bien optar por una mayor rapidez y difusión de nuevas ideas que eran necesarias para la naciente república.

### Romanticismo
En Ecuador, el romanticismo se desarrollaría después de la ilustración y las independencias, como una reacción ante ellas. Ante la crítica de la ilustración a la escolástica tradicional que se desarrolló en la Real Audiencia, el romanticismo retomaría la especulación metafísica pero lo expresaría principalmente a través de la literatura en su etapa inicial y que después se desarrollarían alejándose de la ficción tomando como protagonismo los ensayos. Existen «elementos románticos» en los escritos tanto literarios como ensayísticos de autores como Juan León Mera, Remigio Crespo Toral, Julio Zaldumbide y Juan Montalvo. Uno de los escritores que más destacó fue sin duda Juan Montalvo, quien a pesar de su vocación literaria, al verse influenciado de autores como Chateaubriand y Víctor Hugo, si desarrolló ideas estéticas, éticas y epistemológicas. Lo más destacado en este sentido corresponde a su ensayo "De los animales" donde hace una distinción entre inteligencia y alma. Además, su ensayo de "La virtud antigua y la virtud moderna", hace una fundamentación romántica de la moralidad. Además de esto su obra más filosófica se encuentra en sus ocho ensayos distribuidos en los Siete Tratados y la Geometría Moral.De igual manera es destacable la obra de Numa Pompilio Llona que se desarrollaría en paralelo a la de Montalvo. Sus principales influencias serían Leopardi y Schopenhauer en lo literario y filosófico. Si bien, el segundo es un filósofo idealista, Llona incorpora sus ideas, especialmente su pesimismo, dentro de su proyecto literario con marcadas características románticas, teniendo a la naturaleza como protagonista. El corpus del "Pensamiento Romántico Ecuatoriano fue recopilado por la Corporación Editora Nacional y publicado en 1980.

### Neoescolástica

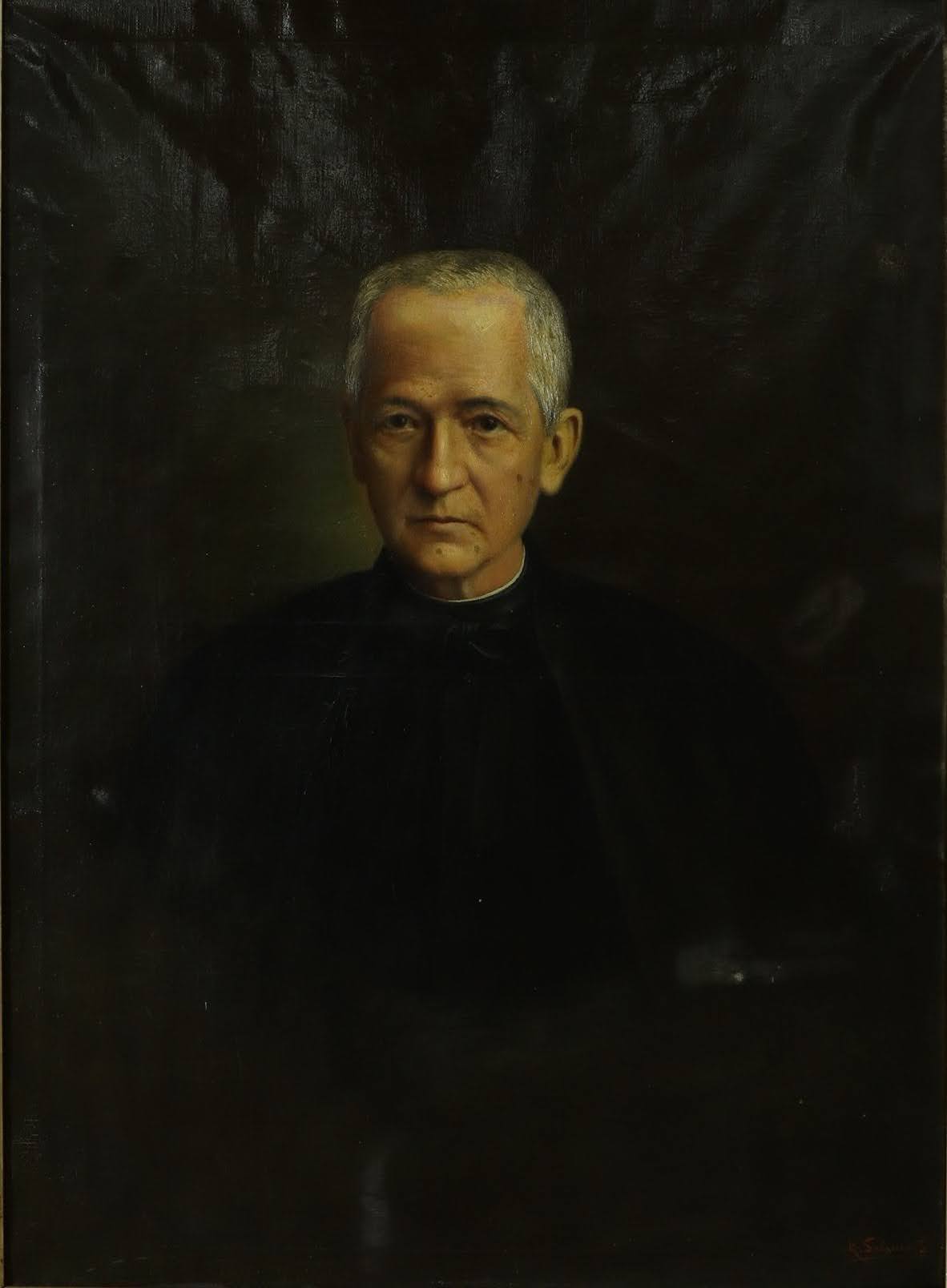
Retrato de Manuel J. Proaño

Si bien la escolástica sufrió un duro golpe con la expulsión de los jesuitas en el siglo XVII, en el siguiente siglo reviviría con el retorno de esta orden religiosa durante la época garciana. Dentro de ellos los más destacados fueron sin duda Julio Matovelle y Manuel J. Proaño. Ambos escritores serían representantes del ultramontanismo, lo que consideraban como una alternativa republicana a lo que fuera la monarquía católica. Matovelle escribiría un "Curso de ciencias políticas", donde siguiendo a Fray Vicente Solano propondría una filosofía política conservadora. Esta se caracteriza por la idea de aceptar y adaptar una república al catolicismo a través de la consagración al Sagrado Corazón de Jesús, mantener la tradicional teología tomista pero redefinirla ya no como filosofía política sino como ciencia, desarrollando la distinción entre ciencia en sentido laxo y estricto. Es importante la presencia sí de una metafísica, pero redireccionada en su enfoque hacia el ámbito social, la ética y la filosofía moral como el nuevo propósito de la filosofía.En este sentido el trabajo de Manuel J. Proaño sería de vital importancia puesto que en su "Curso de Filosofía Escolástica", desarrollaría la metafísica que fundamentaría la filosofía política teocrática que se proponía desde el garcianismo. Proaño buscaría tomar la esencia de los antiguos escritos y renovarlos tanto en los temas, criticando a nuevos autores, como también en la forma, escribiendo en español para una mayor difusión y de esta manera lograr la "gloriosa restauración de la filosofía escolástica".Proaño criticaría a Descartes, matizaría a Leibniz y rechazaría el darwinismo en Ecuador.Su filosofía sería criticada por el idealismo de José Peralta que buscaba más bien la secularización y el laicismo.

### Idealismo

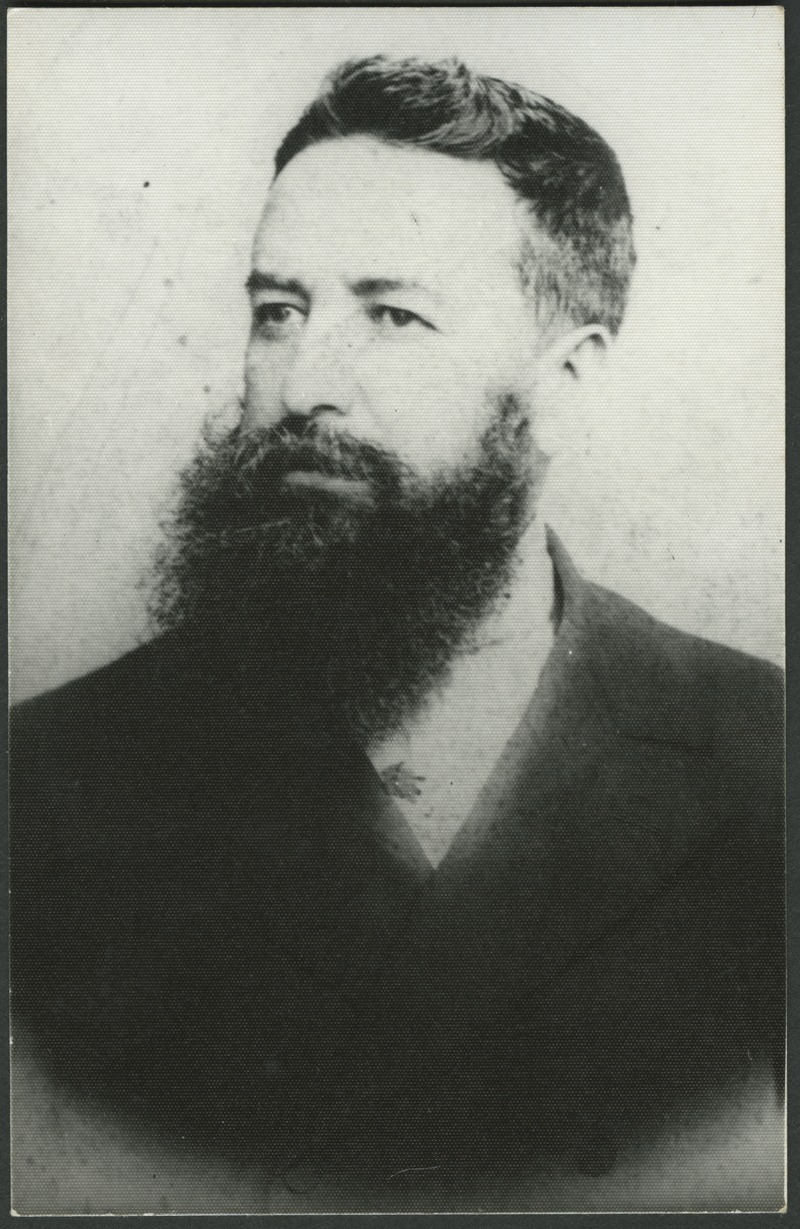
Fotografia de José Peralta en 1899

A la nueva escolástica le seguiría el idealismo que propondría nuevos valores a partir de la Revolución Liberal que separaría a la iglesia del estado. Los dos principales filósofos en esta rama serían José Rafael Bustamante,  José Peralta y Julio E. Moreno. El primero se enfocaría en la parte ética y publicaría un libro titulado "Filosofía de la Libertad", así como "Esencia y existencia. Testamento filosófico" que se publicaría póstumamente. Su obra se ve influenciada por autores como Bergson y Guyot, además se caracteriza por el desarrollo de conceptos como el ser y el valor, la vida y la norma, lo real y lo ideal. Por otro lado es de suma importancia la filosofía de José Peralta quien sería el representante más importante del krausismo en este país. Peralta creó un sistema filosófico propio que no se basaba exclusivamente en Krause sino además en Cousin, Tiberghien, Reinach y Janet, y tenía como objetivo armonizar el idealismo con el materialismo. Su obra es muy amplia y dada su participación política que buscó armonizar con su obra filosófica, muchos de sus escritos quedaron por editarse y serían publicados póstumamente. Desarrolló la ontología de su sistema filosófico en el libro titulado "Teorías del universo", algo que complementaría con su escrito "La naturaleza ante la teología y la ciencia". Por otro lado desarrolló la ética en su obra publicada en dos tomos bajo el título "La moral teológica". Publicó además estudios sociológicos importantes como "Tipos de mi tierra, cuadros de costumbres" y "El Progreso" donde desarrollaría su teoría de ciclos sociales que sería la base de su interpretación del auge del fascismo en la década del treinta. Además haría un estudio acerca del monacato titulado "El Monaquismo, su origen, desarrollo y constante labor contra el progreso, la libertad y la ciencia" que sería editado en España. Su obra, es el vínculo que une la ciencia y la religión buscando un término medio para no caer en el romanticismo que le precedió pero tampoco llegando al otro extremo del positivismo que sería la corriente filosófica que seguiría después.Por su parte Julio E. Moreno continuaría el idealismo, con adaptaciones ya sociológicas con su publicación "Humanidad y espiritualidad; bosquejo de una antropología sociológica", lo que daría definitivamente el paso de la filosofía a la sociología, y con esto al positivismo.

### Positivismo

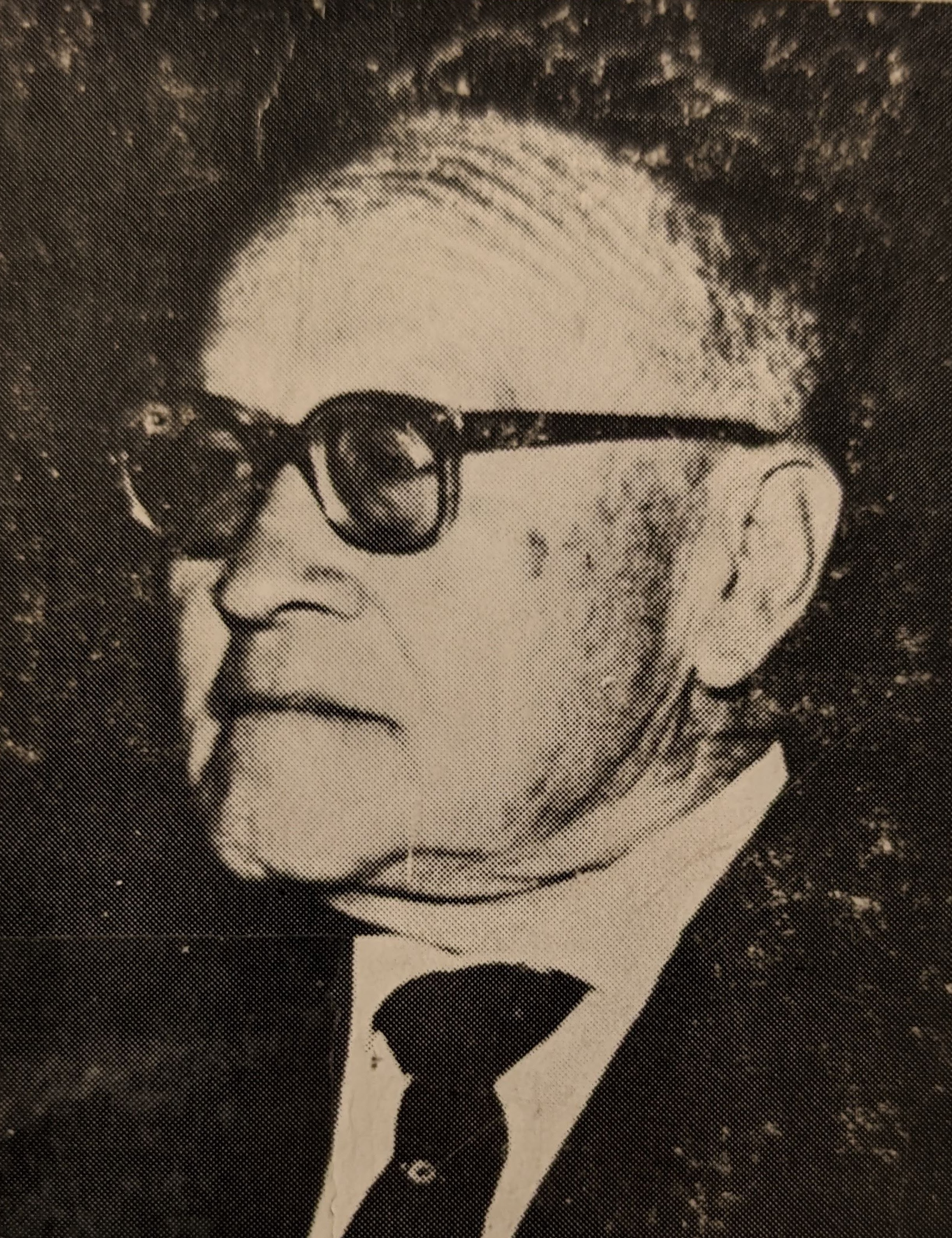
Ángel Modesto Paredes

Durante la primera mitad del siglo XX, la sociología empezó a cobrar fuerza dentro de Ecuador a partir de la fundación de la facultad. Según el trabajo de Roig, se puede identificar un positivismo con influencias comteanas y spencerianas dentro de los trabajos sociológicos de esa época. Esto dotó a las teorías desarrolladas de un "marcado psicologismo y biologismo”. Esta escuela empezó con las clases impartidas por Agustín Cueva Sáenz en la Universidad Central de Ecuador quien difundía y enseñaba las teorías de Spencer, Durkheim, Fouillée, Salas Ferré, Giddings y Tarde. De este grupo, es importante destacar a autores como Belisario Quevedo, Ángel Modesto Paredes y Luis Bossano.
Con la muerte de Spencer, su determinismo biológico fue muy criticado, especialmente por Durkheim y por Talcott Parsons quien llegaría a preguntarse famosamente ¿Quién lee ahora a Spencer? en 1938. Sin embargo gracias al trabajo de Cueva Sáenz, la influencia de este autor siguió teniendo fuerza en el desarrollo filosófico de Ecuador. Las teorías elaboradas por Quevedo, Paredes y Bossano entendían a la sociedad como un organismo que se debía desarrollar y proponía una visión alternativa de la sociedad a la tradicionalmente existente que se basaba en la metafísica y moral tomista. Por esta razón, a pesar de que en el mundo empezó a disminuir la fama de Spencer de manera súbita, en este país continuaba siendo una alternativa ya que se estaban viviendo momentos de transformación y el laicismo se imponía finalmente. Además la relación cercana de Spencer con Charles Darwin, quien había visitado en el siglo pasado ese país para el desarrollo de su teoría de la evolución daba muchas más razones a los autores para desarrollar una filosofía en torno a estas ideas. No obstante los autores conscientes también de la época en la que vivían, inicios del siglo XX, la revolución bolchevique y las guerras mundiales buscaron actualizar la filosofía de spenceriana con las nuevas ideas políticas. Además, la relación entre el positivismo que era el abandono de la metafísica, en este caso particular la católica, y el progreso que impartía la filosofía de Spencer permitía el desarrollo de teorías que cumplían más cabalmente el estándar científico de esa época y al mismo tiempo proponían una dirección a Ecuador. El paso de un paradigma al otro lo desarrolló Belisario Quevedo con su tesis de que la región sierra en Ecuador era romántica, mientras que la costa era positivista, y en esta última se encontraba el futuro. Este pensamiento hacía eco de la novela A la Costa de Luis A. Martínez. Más adelante Modesto Paredes y Bossano desarrollarían esta filosofía de manera más profunda buscando conciliar al mismo tiempo una ontología positivista con una ética socialista para de esta forma concebir la sociedad ecuatoriana y proyectarla hacia el futuro. Examinaron temas como el regionalismo, la raza, metodología científica e historia.
Sería justamente Paredes quien liderando esta nueva escuela de pensamiento marcaría el rumbo de la filosofía en los años posteriores al afirmar que la sociología reemplazaría a la filosofía:

La Sociología ocupa en la cultura intelectual de esta hora, el puesto antes asignado a la Filosofía; de manera que puede decirse que la ha desplazado y la ha sustituido.
Modesto Paredes

### Filosofía después del positivismo
Con el positivismo, la filosofía en Ecuador pasaría a enfocarse en la sociedad, abandonando los sistemas filosóficos metafísicos tanto escolásticos, ejemplificados en la "Física según la mente de Aristóteles", de Aguirre como también los sistemas idealistas como las "Teorías del universo" de Peralta. Con la publicación de "La conciencia social" por Paredes, el enfoque cambiaría hacia lo social, buscando fundamentar la filosofía en el conocimiento científico usando como base la geografía, la psicología o la economía. Las especulaciones metafísicas quedarían relegadas a la literatura, una tendencia que se establecería desde el romanticismo en Ecuador y llegaría a su mayor desarrollo con la obra de José Rumazo, Alfredo Gangotena o César Dávila Andrade.

#### Pedagogía
La filosofía de la educación superior se desarrolló a partir de la obra de Hernán Malo González quien enfocaría sus escritos a la reforma del sistema universitario al que consideraba una "Institución perversa" y buscaba dar una alternativa a su "insuperable definición medieval" y su carácter elitista, a su juicio. Para ello desarrolló seis condiciones en las que se basaría la "Razón universitaria" en los ámbitos crítico, dialéctico, práctico y político. A juicio de Malo, la Universidad debía ser el lugar donde prime la razón. Asimismo, la epistemología sostenida por Malo González no era ni kantiana ni positivista, sino, en sus propias palabras: "La razón práctica debe funcionar en íntima relación con la instancia suprema de la razón teórica, la cual reside autónomamente en la Universidad". Su influencia fue muy importante no solo a través de sus escritos sino en su calidad de rector de la Pontificia Universidad Católica del Ecuador.
A esto además se suma el trabajo de Emilio Uzcátegui, quien dedicaría además de su obra artística a reformar igualmente el sistema educativo, esta vez no limitándose a lo universitario. Sus esfuerzos continuarían el trabajo empezado por Belisario Quevedo en la educación y la "historia patria", y publicaría un libro destinado a ser manual pedagógico sobre la "Historia del Ecuador". Además desarrollaría la metodología de enseñanza en su libro "Introducción a una Pedagogía Científica". Trabajó en la facultad de Filosofía y Letras de la Universidad Central y buscó darle nuevamente el prestigio que tuvo en los primeros años del siglo XX. Otros libros importantes son "Problema de la enseñanza de Ciencias Sociales" publicado en 1971, "Ensayos heurísticos, psicológicos y pedagógicos" en 1978 y "Hacia una nueva Universidad" en 1981.

#### Marxismo
El influjo de Spencer fue evolucionando y en la segunda mitad del siglo XX la filosofía en Ecuador pasó a convertirse en marxismo. Los trabajos más importantes en este sentido fueron los de Manuel Agustín Aguirre, Agustín Cueva y Bolívar Echeverría. Si bien ambos autores tienen diferencias marcadas, existen puntos en común importantes tanto en la reinterpretación de la filosofía marxista para aplicarlo a América Latina, así como el desarrollo estético del mismo al analizar tanto la literatura en el caso de Cueva, como la pintura, arquitectura, literatura en el caso de Echeverría. Su trabajo fue realizado en México y la influencia que tuvieron estos autores en el resto de América Latina fue notable. En el caso de Echeverría, además de su análisis sociológico y el ethos barroco sus publicaciones filosóficas fueron principalmente: "El discurso crítico de Marx", "Circulación capitalista y reproducción de la riqueza social", "El materialismo de Marx" que sería un comentario sobre las tesis de Feuerbach y "Valor de uso y utopía" donde desarrollaría el concepto de valor de uso a través de Walter Benjamín. Por su parte, Agustín Cueva desarrollaría la teoría de la dependencia de América Latina frente al resto de países desarrollados, elaboraría una teoría de dominación política que sería aplicada tanto a Ecuador como a América Latina en general y haría una lectura de Marx en su libro publicado en 1987 titulado La teoría marxista. Esta filosofía se extendería a su vez hacia la historia con el enfoque materialista y dialéctico desarrollado por Enrique Ayala Mora uno de los principales historiadores de ese país.

#### Filosofía del derecho
Esta rama de la filosofía se desarrolló en Ecuador desde la escolástica, que tenía al derecho como una de sus aristas principales. En la etapa republicana, el desarrollo del derecho en este país daría un avance importante gracias al trabajo de Juan Larrea Holguín. Un autor extremadamente prolífico que se enfocaría principalmente en el derecho civil, sin embargo también desarrollaría otras ramas como la Enciclopedia jurídica ecuatoriana o el Derecho eclesiástico ecuatoriano. Su trabajo no se limitaba al ámbito jurídico sino que publicó reflexiones filosóficas del derecho y la sociedad como serían "La Iglesia y el Estado en el Ecuador" o "La Mejor Constitución". A esto se suma la obra de Juan Carlos Riofrío quien desarrollaría una metafísica del derecho a partir de publicaciones como "Las causas metafísicas como fuentes del derecho" y la pirámide invertida de Riofrío que estructuraría el derecho constitucional.

#### Historia del pensamiento
Por otro lado, fue muy popular en Ecuador el desarrollo de la historia del pensamiento y la reconstrucción de las principales escuelas, lo que resultaría en el proyecto de la "Biblioteca Básica del pensamiento ecuatoriano" que sería publicado por la Corporación Editora Nacional. Parte de los primeros esfuerzos para reconstruir la historia de la filosofía de Ecuador lo empezaría el filósofo argentino Arturo Andrés Roig, quien llegaría a Ecuador fruto de un exilio durante las dictaduras y haría importantes aportes como su libro "Esquemas para una historia de la filosofía en Ecuador". Además destacan sus estudios sobre el pensamiento social de Juan Montalvo y el pensamiento utópico en Ecuador.  Por otro lado se debe destacar a Carlos Paladines Escudero con sus diversas publicaciones, especialmente su libro "Sentido y trayectoria del pensamiento Ecuatoriano" o también el "Manual de Historia de la Educación y el Pensamiento Pedagógico Ecuatoriano" y el "Pensamiento pedagógico ilustrado". Este último haría un importante enfoque en la ilustración en Ecuador y las ideas desarrolladas por, entre otros autores, Eugenio Espejo que veían en los cursos que comprendía la filosofía Escolástica de la Real Audiencia de Quito muchas falencias que se debían reformar. Asimismo es importante el trabajo del filósofo Samuel Guerra quien realizó un importante aporte al reconstruir la filosofía escolástica en la Real Audiencia de Quito con su libro titulado "La filosofía en Quito colonial" donde detalla la evolución de esta filosofía desde sus inicios durante la fundación de las primeras universidades hasta las independencias.

#### Orientalismo
A esto se suma la introducción de las filosofías orientales a Ecuador. Si bien esto se puede apreciar ya en los escritos del poeta y cuentista César Dávila Andrade, sería a través de Marco Vinicio Rueda que cobraría fuerza. Esto se llevaría a cabo a través de la introducción de la Meditaciòn Zen en el Ecuador, en 1976 cuando fundó el "Monasterio Invisible" en la Pontificia Universidad Católica del Ecuador.Empezaría publicando el libro "El Sendero del Zen" en 1971, y desarrollaría una amplia obra alrededor del diálogo entre el catolicismo y la meditación Zen. Es digno de destacar su libro "Los cuatro Pilares" publicado en 1994 y también "Cosmos, Hombre y Sacralidad", publicado en 1995. A esto se suma la difusión de la filosofía oriental liderada por Santiago Gangotena a través de la fundación de la Universidad San Francisco de Quito. Su libro titulado "El cuarto estado de la mente", así como la traducción junto a (Renaud Neubauer) del "Dao de jing" de Lao Ze tuvieron una influencia importante en Ecuador.